# Campionato mondiale maschile di hockey su pista Novara 1984
Il Campionato del Mondo 1984 è stata la 26ª edizione del campionato del mondo di hockey su pista; la manifestazione è stata disputata in Italia a Novara dal 14 al 22 settembre 1984.

La competizione fu organizzata dalla Fédération Internationale de Roller Sports.

Il torneo è stato vinto dalla nazionale Argentina per la 2ª volta nella sua storia.

## Città ospitanti e impianti sportivi
| CITTÀ  | IMPIANTO               | CAPIENZA |
| Novara | Palazzetto dello Sport | 2.500    |

## Svolgimento del torneo

### Risultati
Prima Giornata
| Novara 14 settembre 1984 | Svizzera | 3 – 7 | Portogallo | Palazzetto dello Sport |

| Novara 14 settembre 1984 | Cile | 4 – 5 | Brasile | Palazzetto dello Sport |

| Novara 14 settembre 1984 | Spagna         | 2 – 3 | Stati Uniti | Palazzetto dello Sport\| Arbitro: \| Jacob Ebeltjes \| |
| Arbitro:                 | Jacob Ebeltjes |       |             |                                                        |

| Novara 14 settembre 1984 | Argentina | 7 – 2 | Germania Ovest | Palazzetto dello Sport |

| Novara 14 settembre 1984 | Italia | 3 – 1 | Paesi Bassi | Palazzetto dello Sport |

Seconda giornata
| Novara 15 settembre 1984 | Germania Ovest | 2 – 6 | Paesi Bassi | Palazzetto dello Sport |

| Novara 15 settembre 1984 | Portogallo | 10 – 4 | Cile | Palazzetto dello Sport |

| Novara 15 settembre 1984 | Brasile | 1 – 8 | Spagna | Palazzetto dello Sport |

| Novara 15 settembre 1984 | Italia | 10 – 0 | Svizzera | Palazzetto dello Sport |

| Novara 15 settembre 1984 | Argentina | 3 – 2 | Stati Uniti | Palazzetto dello Sport |

Terza giornata
| Novara 16 settembre 1984 | Germania Ovest | 2 – 6 | Italia | Palazzetto dello Sport |

| Novara 16 settembre 1984 | Argentina | 3 – 0 | Brasile | Palazzetto dello Sport |

| Novara 16 settembre 1984 | Cile | 3 – 3 | Svizzera | Palazzetto dello Sport |

| Novara 16 settembre 1984 | Spagna | 3 – 0 | Portogallo | Palazzetto dello Sport |

| Novara 16 settembre 1984 | Paesi Bassi | 2 – 2 | Stati Uniti | Palazzetto dello Sport |

Quarta giornata
| Novara 17 settembre 1984 | Germania Ovest | 1 – 3 | Stati Uniti | Palazzetto dello Sport |

| Novara 17 settembre 1984 | Argentina | 4 – 3 | Portogallo | Palazzetto dello Sport |

| Novara 17 settembre 1984 | Brasile | 3 – 0 | Paesi Bassi | Palazzetto dello Sport |

| Novara 17 settembre 1984 | Cile | 2 – 4 | Italia | Palazzetto dello Sport |

| Novara 17 settembre 1984 | Spagna | 8 – 2 | Svizzera | Palazzetto dello Sport |

Quinta giornata
| Novara 18 settembre 1984 | Germania Ovest | 2 – 2 | Brasile | Palazzetto dello Sport |

| Novara 18 settembre 1984 | Cile | 5 – 2 | Spagna | Palazzetto dello Sport |

| Novara 18 settembre 1984 | Paesi Bassi | 2 – 4 | Portogallo | Palazzetto dello Sport |

| Novara 18 settembre 1984 | Italia | 5 – 3 | Stati Uniti | Palazzetto dello Sport |

| Novara 18 settembre 1984 | Argentina | 7 – 2 | Svizzera | Palazzetto dello Sport |

Sesta giornata
| Novara 19 settembre 1984 | Germania Ovest | 3 – 5 | Portogallo | Palazzetto dello Sport |

| Novara 19 settembre 1984 | Argentina | 3 – 2 | Cile | Palazzetto dello Sport |

| Novara 19 settembre 1984 | Brasile | 2 – 1 | Stati Uniti | Palazzetto dello Sport |

| Novara 19 settembre 1984 | Spagna        | 0 – 0 | Italia | Palazzetto dello Sport\| Arbitro: \| Ortwin Brandt \| |
| Arbitro:                 | Ortwin Brandt |       |        |                                                       |

| Novara 19 settembre 1984 | Paesi Bassi | 1 – 1 | Svizzera | Palazzetto dello Sport |

Settima giornata
| Novara 20 settembre 1984 | Germania Ovest | 3 – 5 | Svizzera | Palazzetto dello Sport |

| Novara 20 settembre 1984 | Argentina | 3 – 2 | Spagna | Palazzetto dello Sport |

| Novara 20 settembre 1984 | Brasile | 1 – 2 | Italia | Palazzetto dello Sport |

| Novara 20 settembre 1984 | Cile | 4 – 3 | Paesi Bassi | Palazzetto dello Sport |

| Novara 20 settembre 1984 | Portogallo | 7 – 4 | Stati Uniti | Palazzetto dello Sport |

Ottava giornata
| Novara 21 settembre 1984 | Germania Ovest | 7 – 2 | Cile | Palazzetto dello Sport |

| Novara 21 settembre 1984 | Argentina | 2 – 1 | Italia | Palazzetto dello Sport |

| Novara 21 settembre 1984 | Brasile | 3 – 4 | Portogallo | Palazzetto dello Sport |

| Novara 21 settembre 1984 | Spagna        | 7 – 0 | Paesi Bassi | Palazzetto dello Sport\| Arbitro: \| Alberto Paulo \| |
| Arbitro:                 | Alberto Paulo |       |             |                                                       |

| Novara 21 settembre 1984 | Svizzera | 3 – 9 | Stati Uniti | Palazzetto dello Sport |

Nona giornata
| Novara 22 settembre 1984 | Germania Ovest | 2 – 10 | Spagna | Palazzetto dello Sport |

| Novara 22 settembre 1984 | Argentina | 1 – 0 | Paesi Bassi | Palazzetto dello Sport |

| Novara 22 settembre 1984 | Brasile | 9 – 2 | Svizzera | Palazzetto dello Sport |

| Novara 22 settembre 1984 | Cile | 5 – 5 | Stati Uniti | Palazzetto dello Sport |

| Novara 22 settembre 1984 | Italia | 5 – 4 | Portogallo | Palazzetto dello Sport |

### Classifica
|     | Squadra        | PT | G | V | N | P | GF | GS | Diff. | Note              |
| --- | -------------- | -- | - | - | - | - | -- | -- | ----- | ----------------- |
| 1.  | Argentina      | 18 | 9 | 9 | 0 | 0 | 33 | 14 | +29   |                   |
| 2.  | Italia         | 15 | 9 | 7 | 1 | 1 | 42 | 17 | +25   |                   |
| 3.  | Portogallo     | 12 | 9 | 6 | 0 | 3 | 44 | 31 | +14   |                   |
| 4.  | Spagna         | 11 | 9 | 5 | 1 | 3 | 42 | 16 | +26   |                   |
| 5.  | Brasile        | 8  | 9 | 4 | 0 | 5 | 25 | 26 | -1    |                   |
| 6.  | Stati Uniti    | 8  | 9 | 3 | 2 | 4 | 32 | 30 | +2    |                   |
| 7.  | Cile           | 6  | 9 | 2 | 2 | 5 | 33 | 48 | -15   |                   |
| 8.  | Paesi Bassi    | 4  | 9 | 1 | 2 | 6 | 15 | 27 | -12   | Campionato B 1986 |
| 9.  | Svizzera       | 4  | 9 | 1 | 2 | 6 | 21 | 57 | -36   | Campionato B 1986 |
| 10. | Germania Ovest | 4  | 9 | 2 | 0 | 7 | 24 | 45 | -21   | Campionato B 1986 |

## Campioni
| Campione del Mondo 1984 |
| ----------------------- |
| Argentina 2º titolo     |